# 39543 Aubriet
39543 Aubriet è un asteroide della fascia principale. Scoperto nel 1991, presenta un'orbita caratterizzata da un semiasse maggiore pari a 2,7851127 UA e da un'eccentricità di 0,1527270, inclinata di 8,55588° rispetto all'eclittica.